# Ямбирнское сельское поселение
Я́мбирнское се́льское поселе́ние — муниципальное образование в Шацком районе Рязанской области Российской Федерации. Административный центр — село Ямбирно.

## Географическое положение
Ямбирнское сельское поселение расположено на северо-востоке Шацкого района Рязанской области. Границы сельского поселения определяются законом Рязанской области от 8.10.2008 № 117-ОЗ.

## Климат и природные ресурсы
Климат Ямбирнского сельского поселения умеренно континентальный, с тёплым летом и умеренно-холодной зимой. В течение года осадки распределяются неравномерно.
Основные реки — Цна, Идовка и Вязовка.
Территория поселения расположена в зоне широколиственных и смешанных лесов. Почвы преимущественно тёмные лесные, серые лесные и светло-серые лесные; аллювиальные (пойменные).
Полезные ископаемые: торф, известняки, строительные глины и пески.

## История
Поселение утверждено 14 апреля 2009 года, советом депутатов муниципального образования Ямбирнское сельское поселение, в связи с законом «О наделении муниципального образования — Шацкий район статусом муниципального района», принятым Рязанской областной Думой 22 сентября 2004 года.
Законом Рязанской области от 11 мая 2017 года № 24-ОЗ, были преобразованы, путём их объединения, Ямбирнское и Новосвеженское сельские поселения — в Ямбирнское сельское поселение с административным центром в селе Ямбирно.

## Население
| 2010 | 2011 | 2012 | 2013 | 2014 | 2015 | 2016 |
| ---- | ---- | ---- | ---- | ---- | ---- | ---- |
| 802  | →802 | ↘765 | ↘732 | ↘713 | ↘688 | ↘661 |
| 2017 | 2018 | 2019 | 2020 | 2021 |      |      |
| ↘626 | ↘604 | ↘585 | ↘575 | ↗699 |      |      |

## Состав сельского поселения
Административное устройство сельского поселения определяется законом Рязанской области от 7.10.2004 № 101-ОЗ. В сельское поселение входят девять населённых пунктов:
- Ваша (деревня) — 39[16]
- Инная Слобода (село) — 159[16]
- Красный Холм (село) — 49[16]
- Лесная Слобода (деревня) — 93[16]
- Михайловка (деревня) — 17[16]
- Свеженькая (посёлок) — 26[16]
- Третий километр (посёлок) — 6[16]
- Ужово (деревня) — 66[16]
- Ямбирно (село, административный центр) — 480[16]

## Экономика
По данным на 2015/2016 г. на территории Ямбирнского сельского поселения Шацкого района Рязанской области расположен:
1. ООО Детский оздоровительно-образовательный центр «Дружба» (деятельность в сфере здравоохранения и образования).

Реализацию товаров и услуг осуществляют несколько магазинов.

## Социальная инфраструктура
На территории Ямбирнского сельского поселения действуют: отделение Сбербанка России, отделение почтовой связи, врачебная амбулатория и 1 фельдшерско-акушерский пункт (ФАП), Ямбирнская основная общеобразовательная школа (филиал Лесно-Конобеевской СОШ), детский сад, Дом культуры и библиотека.

## Транспорт
Основные грузо- и пассажироперевозки осуществляются автомобильным и железнодорожным транспортом. Через северную часть сельского поселения проходит автомобильная дорога федерального значения М-5 «Урал»: Москва — Рязань — Пенза — Самара — Уфа — Челябинск. Для населения юго-восточной части поселения большое значение имеет железнодорожная линия «Вернадовка — Кустаревка» Московской железной дороги со станцией «Свеженькая». Вплоть до конца XX в. определенное значение для развития хозяйства района имел водный путь по реке Цне; на территории сельского поселения имеется пристань (якорная стоянка) Ямбирно.